# Veldgrasuil
De veldgrasuil (Apamea anceps) is een nachtvlinder uit de familie van de uilen, de Noctuidae.

## Beschrijving
De voorvleugellengte bedraagt tussen de 16 en 21 millimeter. De grondkleur van de voorvleugels is gelig of grijzig bruin met zandkleurige marmering.

## Waardplanten
De veldgrasuil gebruikt grassen, met name kropaar en kweek, als waardplanten. De rups is te vinden van augustus tot april. De soort overwintert als rups.

## Voorkomen
De soort komt verspreid over het Palearctisch gebied voor.

### In Nederland en België
De veldgrasuil is in Nederland een zeldzame en in België een niet zo algemene soort. De vlinder kent één generatie die vliegt van begin mei tot en met juli.